# Corpúsculo renal

Diagrama da estrutura de um corpúsculo renal.

O corpúsculo renal (antigamente conhecido como corpúsculo de Malpighi) é uma estrutura formada pelo glomérulo (tufo de capilares), pela cápsula de Bowman e demais estruturas que envolve o glomérulo.

## Epônimo
O corpúsculo renal também é conhecido como corpúsculo de Malpighi, um epônimo em homenagem a Marcello Malpighi (1628-1694), um médico e biólogo italiano.

## Imagens adicionais

Glomérulo em vermelho; Cápsula de Bowman em rosa.
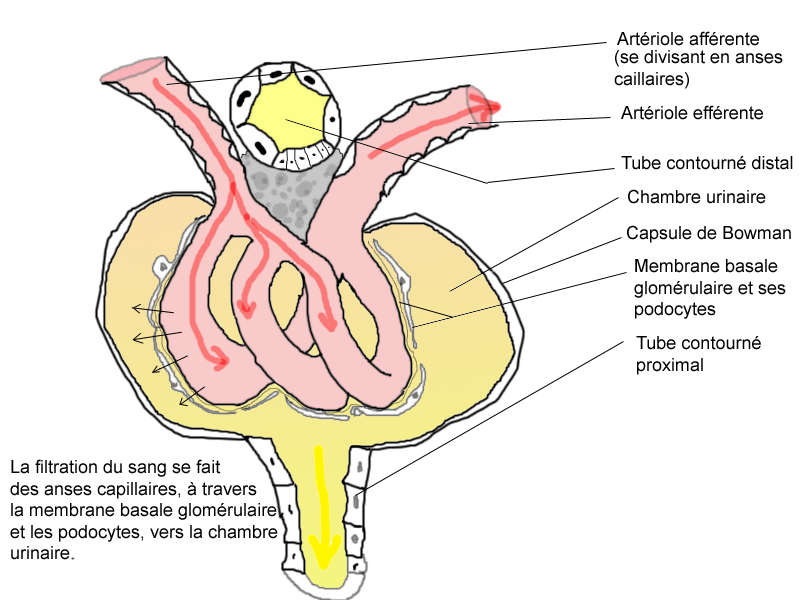
Glomérulo.